# Staurothele clopimoides
Staurothele clopimoides är en lavart som först beskrevs av Anzi ex Arnold, och fick sitt nu gällande namn av J. Steiner. Staurothele clopimoides ingår i släktet Staurothele och familjen Verrucariaceae.  Arten är reproducerande i Sverige. Inga underarter finns listade i Catalogue of Life.